# Gestapo
La Geheime Staatspolizei (dal tedesco: Polizia segreta dello Stato), comunemente abbreviata in Gestapo, era la polizia segreta della Germania nazista.

## Storia
Il primo capo dell'organizzazione, inizialmente chiamata Dipartimento 1A della polizia di Stato prussiana, fu Rudolf Diels.
I membri venivano reclutati tra gli ufficiali della polizia. Ruoli ed organizzazione furono stabiliti da Hermann Göring dopo l'ascesa al potere di Adolf Hitler nel gennaio 1933.
Nel 1934, Göring, sotto la volontà di Heinrich Himmler, acconsentì a garantire il controllo della Gestapo alle SS. Nel 1936 Reinhard Heydrich ne fu nominato capo e Heinrich Müller responsabile delle operazioni.
Durante la seconda guerra mondiale, la Gestapo si espanse fino ad un organico di 45 000 unità. Essa aiutò nel controllo delle aree occupate dell'Europa e si occupò di identificare ebrei, socialisti, omosessuali ed altri, per il trasporto nei campi di concentramento.
Al processo di Norimberga l'intera organizzazione fu inquisita e condannata per crimini contro l'umanità e proselitismo.

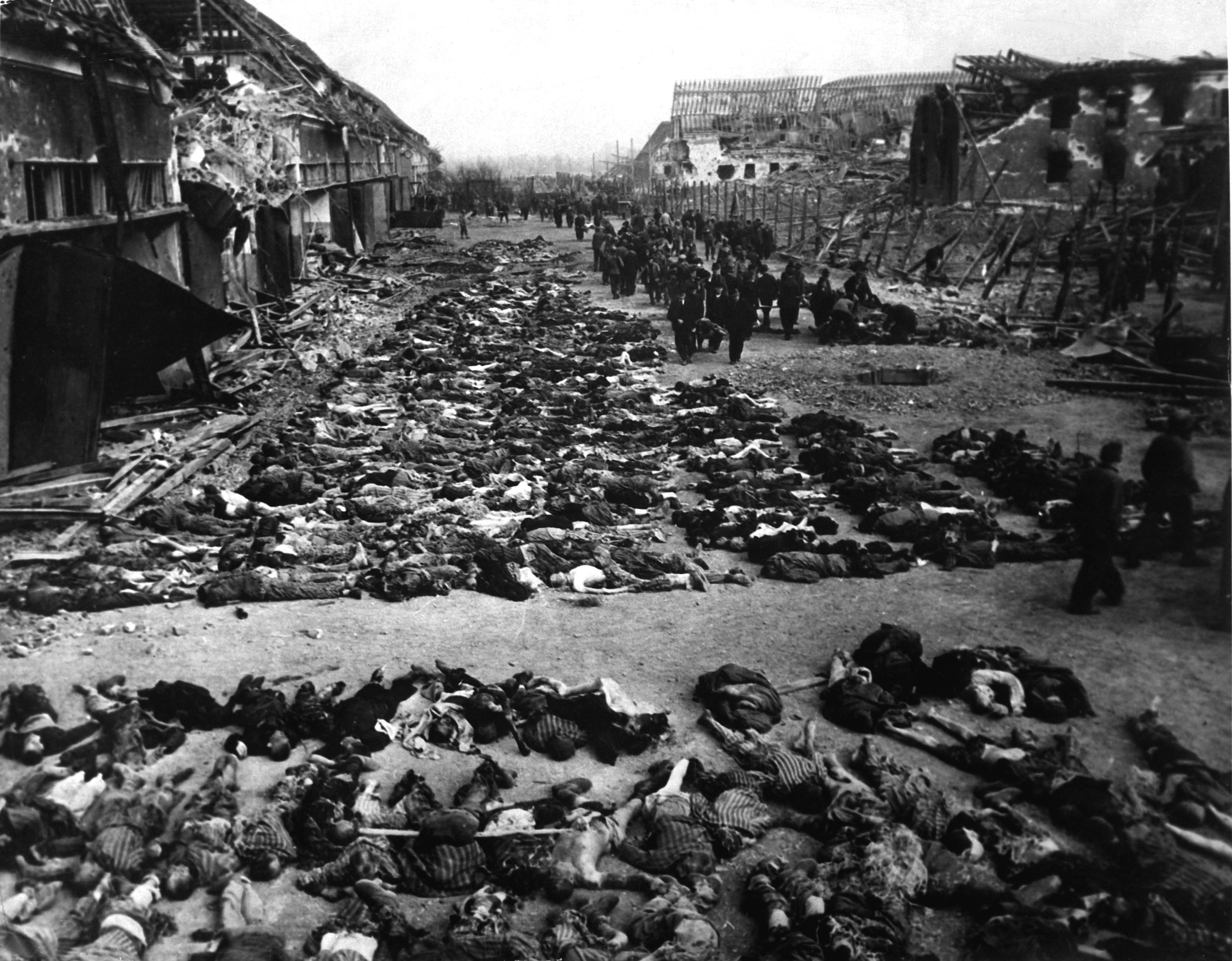
File di corpi di detenuti morti riempiono il cortile del Lager Nordhausen, un campo di concentramento della Gestapo. Questa foto mostra meno della metà dei corpi delle diverse centinaia di detenuti morti di fame o fucilati dagli uomini della Gestapo

## Attività e compiti
Il compito della Gestapo era quello di investigare e combattere «tutte le tendenze pericolose per lo stato». Aveva autorità di investigare sui casi di tradimento, spionaggio e sabotaggio, oltre ai casi di attacchi al partito nazista e allo stato. Le azioni della Gestapo non erano limitate dalla legge o soggette a revisione giudiziaria. Il giurista nazista Werner Best al riguardo dichiarò: «Finché la Gestapo esegue la volontà della leadership, sta agendo legalmente». La Gestapo era specificatamente esente dalla responsabilità verso le corti amministrative, dove i cittadini potevano rivolgersi per obbligare lo stato a conformarsi alle leggi.
Il potere della Gestapo più spesso abusato era lo Schutzhaft o custodia protettiva, di fatto il potere di imprigionare chiunque senza procedimento giudiziario, tipicamente nei campi di concentramento. Le persone imprigionate dovevano addirittura firmare il loro Schutzhaftbefehl (il documento che dichiarava che la persona veniva imprigionata). Normalmente la firma veniva estorta con la tortura.

## Organizzazione

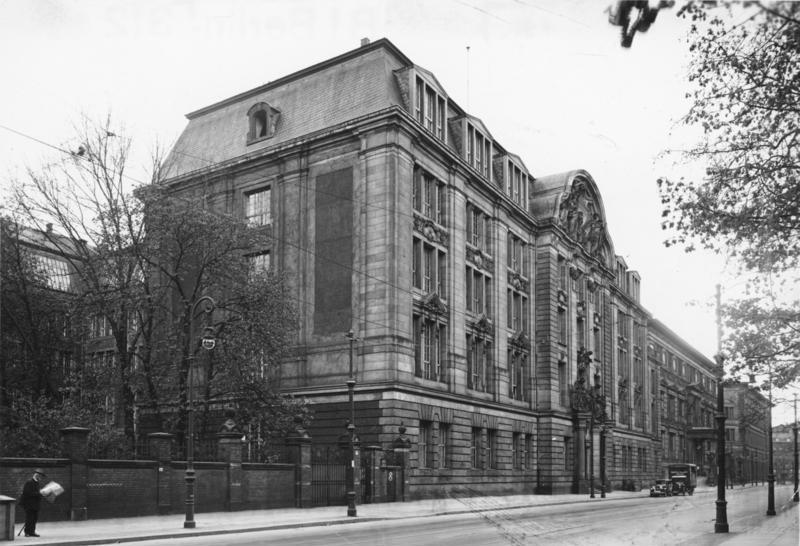
Foto d'epoca (1933) del comando della Gestapo in Prinz-Albrecht-Straße 8 a Berlino

Quando la Gestapo venne fondata, l'organizzazione ricalcò il meccanismo burocratico utilizzato dalla già esistente polizia segreta prussiana. Nel 1934 la Gestapo passò alle dipendenze del ministero dell'Interno, e, di fatto, sotto l'autorità delle SS, ampliando, nei successivi cinque anni, sia il numero di agenti che le proprie mansioni.
Nel 1939 venne trasferita sotto l'autorità del RSHA, all'interno del quale venne denominata, a livello burocratico, Amt IV.

### Referat N: ufficio centrale di spionaggio
L'ufficio centrale di comando della Gestapo venne creato nel 1941; prima del 1939 il comando della Gestapo era sottoposto all'autorità degli ufficiali della Sicherheitspolizei und SD, mentre nel biennio 1939-1941, la Gestapo fu direttamente sotto il comando del Reichsicherheitshauptamt (RSHA).
I reparti interni specifici dell'Amt IV erano:
- Dipartimento A (nemici)
  - Comunisti (A1)
  - Controsabotaggio (A2)
  - Reazionari e Liberali (A3)
- Omicidi (A4)
- Dipartimento B (sette e Chiese)
  - Cattolici (B1)
  - Protestanti (B2)
  - Massoni (B3)
  - Ebrei (B4), comandato da Adolf Eichmann e responsabile delle deportazioni dall'Europa occupata verso i campi di sterminio nel contesto della soluzione finale della questione ebraica.[16]
- Dipartimento C (amministrazione e affari di partito) 
  - Era l'ufficio centrale di amministrazione dell'intera struttura della Gestapo, responsabile delle schede di tutto il personale, con quattro sezioni (da C1 a C4).
- Dipartimento D (lavoratori stranieri)
  - Boemia e Moravia, Jugoslavia e Grecia (D1)
    - Gestapo serba

  - Governatorato Generale in Polonia (D2)
  - Stranieri nemici emigranti (D3)
  - Territori occupati settentrionali e occidentali (D4)
  - Territori occupati orientali (D5)
- Dipartimento E (controspionaggio)
  - Nel Reich (E1)
  - Formazione politica (E2)
  - Ad ovest (E3)
  - In Scandinavia (E4)
  - Ad est (E5)
  - Nel sud (E6)
- Dipartimento F (polizia di frontiera e di confine)
  - Polizia di frontiera (F1)
  - Passaporti (F2)
  - Carte d'identità (F3)
  - Polizia degli stranieri (F4)
  - Ufficio centrale di identificazione (F5)

Le guardie di frontiera della Germania rispondevano direttamente alla Gestapo, con l'obiettivo di contrastare l'emigrazione e l'immigrazione da e per il Reich. Dopo l'inizio della seconda guerra mondiale, gli ufficiali della polizia di confine vennero posti sotto l'autorità militare.

### Ufficiali locali
Gli ufficiali locali della Gestapo erano conosciuti come Gestapostellen e Gestapoleitstellen; questi ufficiali rispondevano direttamente ai comandanti locali, conosciuti come Inspektor der Sicherheitspolizei und SD i quali, a loro volta, rispondevano ai propri comandanti del Referat N della Gestapo e ai locali comandanti in capo delle SS e della polizia.

### Funzionari ausiliari
La Gestapo manteneva inoltre diversi ufficiali in ogni campo di concentramento, nello staff di ogni comandante in capo delle SS e della polizia e nel personale degli Einsatzgruppen. Tali ufficiali rispondevano alle autorità delle SS in cui venivano distaccati.

### Gradi
Gli agenti della Gestapo mantennero i gradi investigativi della Polizia.
| Carriera inferiore        | Carriera superiore                                                              | Equivalente nell'Ordnungspolizei | Equivalente nelle SS |
| ------------------------- | ------------------------------------------------------------------------------- | -------------------------------- | -------------------- |
| Kriminalassistentanwärter |                                                                                 | Wachtmeister                     | Unterscharführer     |
| apl. Kriminalassistent    |                                                                                 | Oberwachtmeister                 | Scharführer          |
| Kriminalassistent         |                                                                                 | Revieroberwachtmeister           | Oberscharführer      |
| Kriminaloberassistent     |                                                                                 | Hauptwachtmeister                | Hauptscharführer     |
| Kriminalsekretär          |                                                                                 | Meister                          | Sturmscharführer     |
| Kriminalobersekretär      | Hilfskriminalkommissar Kriminalkommissar auf Probe apl. Kriminalkommissar       | Leutnant                         | Untersturmführer     |
| Kriminalinspektor         | Kriminalkommissar con meno di tre anni di anzianità in questo grado             | Oberleutnant                     | Obersturmführer      |
|                           | Kriminalkommissar Kriminalrat con meno di tre anni di anzianità in questo grado | Hauptmann                        | Hauptsturmführer     |
|                           | Kriminalrat Kriminaldirektor Regierungs- und Kriminalrat                        | Major                            | Sturmbannführer      |
|                           | Oberregierungs- u. Kriminalrat                                                  | Oberstleutnant                   | Obersturmbannführer  |
|                           | Regierungs- u. Kriminaldirektor Reichskriminaldirektor                          | Oberst                           | Standartenführer     |

## Personaggi

### Agenti e ufficiali della Gestapo
- Klaus Barbie
- Rudolf Diels
- Adolf Eichmann
- Gerhard Flesch
- Hans Bernd Gisevius
- Heinrich Himmler
- Herbert Kappler
- Heinrich Müller
- Henry Oliver Rinnan
- Walter Schellenberg
- Karl Eberhard Schöngarth
- Franz Stangl (Gestapo austriaca)
- Hugo Kraas
- Max Wielen
- Erich Priebke
- Karl Wolff (in quanto Comandante delle SS+Polizei in Italia)
- Walter Rauff

### Personalità importanti uccise dalla Gestapo
- Marc Bloch, storico francese
- Dietrich Bonhoeffer, teologo tedesco
- Wilhelm Canaris, Comandante dell'Abwehr
- Constant Chevillon, esperto dell'occulto
- Charles Delestraint, membro della Resistenza francese
- Manlio Longon, partigiano a capo del CLN di Bolzano
- Jean Moulin, leader della Resistenza francese
- Stanisław Saks, matematico polacco
- Juliusz Paweł Schauder, matematico polacco
- Barthel Schink, membro del Gruppo di Ehrenfeld